# Caterham CT03
Chronologie des modèles (2013)
Caterham CT01 Caterham CT05
La Caterham CT03 est la monoplace de Formule 1 engagée par l'écurie malaise Caterham F1 Team dans le cadre du championnat du monde de Formule 1 2013. Elle est pilotée par le Français Charles Pic, en provenance de Marussia F1 Team, et le Néerlandais Giedo Van der Garde, ancien pilote de GP2 Series et pilote essayeur de l'écurie en 2012. Le pilote essayeur est l'Américain Alexander Rossi. Conçue par l'ingénieur britannique Mark Smith, la CT03 est une évolution de la Caterham CT01 de la saison précédente.
Présentée le 5 février 2013 sur le circuit permanent de Jerez, la CT03 a pour objectif de marquer les premiers points de l'écurie malaise en Formule 1 et de se rapprocher des équipes de milieu de grille.

## Création de la monoplace
Évolution de la Caterham CT01 de la saison précédente, la CT03 présente néanmoins quelques nouveautés par rapport à sa devancière. La monoplace malaise arbore des pontons plus petits, permettant une meilleure circulation de l'air à l'avant et à l'arrière de la voiture, ainsi que de nouveaux diffuseurs, fond plat, capot moteur et système de refroidissement. Pour la première fois, la monoplace a été conçue intégralement à l'usine de l'écurie, basée à Leafield au Royaume-Uni, et l'équipe dispose de son propre simulateur.
L'une des nouvelles pièces de la monoplace, située à l'extrémité des échappements, a suscité une polémique en vertu de laquelle elle ne serait pas conforme à la réglementation. Cette pièce permet de diriger le flux d'air des échappements vers le fond plat, donnant ainsi plus d'appui à la voiture. Le directeur de l'écurie, Cyril Abiteboul, estime que l'écurie « respecte le règlement » et que cette pièce a déjà été testée sur la CT01 de 2012. Le 19 février, lors de la première journée de la seconde période d'essais privés, sur le circuit de Catalogne, la FIA annonce dans un communiqué que les échappements de la CT03 sont illégaux.
La dénomination CT03 de la monoplace a été choisi du fait que Caterham et Renault développent une nouvelle Alpine conjointement, ayant pour nom de projet CT02. La monoplace se démarque de sa devancière avec une nouvelle livrée, la bande jaune s'étalant le long de la monoplace ayant été supprimée, et la couleur verte de la voiture est dorénavant plus claire.

## Résultats en championnat du monde de Formule 1
| Saison | Écurie           | Moteur               | Pneus   | Pilotes             | Courses | Courses | Courses | Courses | Courses | Courses | Courses | Courses | Courses | Courses | Courses | Courses | Courses | Courses | Courses | Courses | Courses | Courses | Courses | Points inscrits | Classement |
| Saison | Écurie           | Moteur               | Pneus   | Pilotes             | 1       | 2       | 3       | 4       | 5       | 6       | 7       | 8       | 9       | 10      | 11      | 12      | 13      | 14      | 15      | 16      | 17      | 18      | 19      | Points inscrits | Classement |
| ------ | ---------------- | -------------------- | ------- | ------------------- | ------- | ------- | ------- | ------- | ------- | ------- | ------- | ------- | ------- | ------- | ------- | ------- | ------- | ------- | ------- | ------- | ------- | ------- | ------- | --------------- | ---------- |
| 2013   | Caterham F1 Team | Renault V8 RS27-2013 | Pirelli |                     | AUS     | MAL     | CHI     | BAH     | ESP     | MON     | CAN     | GBR     | ALL     | HON     | BEL     | ITA     | SIN     | COR     | JAP     | IND     | ABU     | USA     | BRÉ     | 0               | 11e        |
| 2013   | Caterham F1 Team | Renault V8 RS27-2013 | Pirelli | Charles Pic         | 16e     | 14e     | 16e     | 17e     | 17e     | Abd     | 18e     | 15e     | 17e     | 15e     | Abd     | 17e     | 19e     | 14e     | 18e     | Abd     | 19e     | 20e     | Abd     | 0               | 11e        |
| 2013   | Caterham F1 Team | Renault V8 RS27-2013 | Pirelli | Giedo Van der Garde | 18e     | 15e     | 18e     | 21e     | Abd     | 15e     | Abd     | 18e     | 18e     | 14e     | 16e     | 18e     | 16e     | 15e     | Abd     | Abd     | 18e     | 19e     | 18e     | 0               | 11e        |

Légende : ici